# Raphaël Dubois (kunstschilder)
Raphaël Dubois (Luik, 1888 - ?, 1960) was een Belgisch kunstschilder.

## Levensloop
Dubois kreeg zijn opleiding aan de kunstacademie in Luik, onder andere bij Evariste Carpentier (vanaf 1902). Hij schilderde religieuze onderwerpen, figuren, naakten, landschappen, stadsgezichten en stillevens in een postimpressionistische stijl.
Voor de Eerste Wereldoorlog woonde hij in de Veldstraat 2 in Ukkel. Na de Eerste Wereldoorlog ging hij in Parijs wonen. Van 1930 tot 1939 woonde hij in Nice. Tijdens de Tweede Wereldoorlog in Parijs en Brussel.

## Tentoonstellingen
- 1912, Parijs, Salon d'automne ("La promenade du bébé, "Jardin d'Eden"). Dit was ook zijn enige deelname aan dat salon.

## Musea
- Bergen (Mons)